# Santibáñez del Toral
Santibáñez del Toral es una localidad y pedanía perteneciente al municipio de Bembibre, situado en la comarca de El Bierzo.
Está situado en la CV-157-12.

## Demografía
Tiene una población de 45 habitantes, con 21 hombres y 24 mujeres.